# Левый Урикид
Левый Урикид — река в России, протекает по Верхнекетскому и Енисейскому районам Красноярского края. Устье реки находится в 48 км по левому берегу реки Урикид. Длина реки составляет 19 км.

## Данные водного реестра
По данным государственного водного реестра России относится к Верхнеобскому бассейновому округу, водохозяйственный участок реки — Обь от впадения реки Васюган до впадения реки Вах, речной подбассейн реки — Васюган. Речной бассейн реки — (Верхняя) Обь до впадения Иртыша.